# Абдулнасирово
Адулнаси́рово (рос. Абдулнасырово, башк. Әбделнасир) — присілок у складі Хайбуллінського району Башкортостану, Росія. Входить до складу Цілинної сільської ради.
Населення — 150 осіб (2010; 184 в 2002).
Національний склад:
- башкири — 100%